# Plaines Wilhems
Plaines Wilhems és un districte de Maurici. És el districte més poblat, amb una població total d'uns 387,372 habitants a data del 31 de desembre de 2012. El districte és principalment urbà; consisteix en quatre aldees, el poble de Midlands i part de dos altres pobles. El districte de Plaines Wilhems no té Consell de Districte; té quatre Consells Municipals. Les aldees són Beau-Bassin Rose-Hill, Curepipe, Quatre Bornes i Vacoas-Phoenix. Els pobles són Midlands, Cascavelle (la part de l'est, la part de l'oest forma part del districte Rivière Noire) i Moka (la part oest, la part est forma part del districte Moka). El districte rep el nom de Wilhem Leicknig. D'origen prussià, va establir-se a l'illa de Maurici, llavors coneguda com a Isle de France, el 1721.